# Cecilia Payne-Gaposchkin
Cecilia Payne-Gaposchkin (Wendover, 10 de maio de 1900 — Cambridge, 7 de dezembro de 1979) foi uma astrônoma e astrofísica britânico-americana.
Foi a primeira pessoa a mostrar que o Sol é composto primariamente de hidrogênio, em 1925. Na época, acreditava-se que o Sol possuísse uma composição similar à da Terra.

## Biografia
Cecilia Payne nasceu em Wendover, na Inglaterra, filha de Emma Leonora Helena (nascida Pertz) e Edward John Payne, um barrister londrino, historiador e músico.  A sua mãe veio de uma família da Prússia com dois renomados tios, o historiador Georg Heinrich Pertz e o escritor James John Garth Wilkinson. Tinha dois irmãos. O pai de Cecilia morreu quando ela tinha quatro anos de idade, forçando a sua mãe a sustentar a família sozinha.
Frequentou a St Paul's Girls' School. Em 1919, ganhou uma bolsa de estudos para Newnham College, Universidade de Cambridge, onde estudou inicialmente botânica, física e química. Lá ela assistiu a uma palestra de Arthur Eddington sobre o eclipse solar de 29 de maio de 1919 e a sua expedição para observar e fotografar as estrelas próximas do eclipse para testar a teoria geral da relatividade de Einstein. Isso despertou seu interesse em astronomia. Ela completou seus estudos, mas não recebeu um diploma por causa de seu sexo; Cambridge não concedia diplomas para mulheres até 1948.
Ela percebeu que sua única opção como carreira no Reino Unido era se tornar uma professora, então procurou maneiras de se mudar para os Estados Unidos. Depois de conhecer Harlow Shapley, diretor do Harvard College Observatory, que acabava de começar um programa de graduação em astronomia, deixou a Inglaterra em 1923. Isso só foi possível graças a um projeto para encorajar mulheres a estudar no observatório. A primeira estudante desse grupo foi Adelaide Ames, em 1922, e a segunda, foi Cecilia.
Em 1931 se tornou uma cidadã americana. Numa viagem posterior através da Europa em 1933, conheceu o físico russo Sergei I. Gaposchkin na Alemanha. Ajudou-o a conseguir um visto para os Estados Unidos, casaram-se em março de 1934 e tiveram três filhos: Edward, Katherine e Peter.
Continuou a ser uma cientista ativa durante toda a vida, passando a sua carreira académica sempre em Harvard. Durante vários anos não teve posição oficial, até que em 1938 foi-lhe outorgado o título oficial de "astrônoma". Em 1956 foi a primeira mulher a ser professora associada em Harvard, e a sua cátedra foi a primeira ocupada por uma mulher no seu departamento.

## Doutorado
Shapley persuadiu Payne a escrever uma tese de doutorado, e em 1925 ela se tornou a primeira pessoa a conseguir o título de doutora em astronomia pela  Radcliffe College (agora parte da Universidade de Harvard). A sua tese foi sobre "atmosferas estelares, uma contribuição para o estudo da observação da temperatura alta nas camadas revertidas de estrelas" (Stellar Atmospheres, A Contribution to the Observational Study of High Temperature in the Reversing Layers of Stars). Os astrónomos Otto Struve e Velta Zebergs caracterizaram o trabalho de Cecilia Payne como: "indubitavelmente a tese de doutoramento mais brilhante jamais escrita em astronomia”.
Payne  relacionou a classificação estelar das estrelas às suas temperaturas absolutas, aplicando a teoria da ionização desenvolvida pelo físico Meghnad Saha. Ela mostrou que a grande variação nas linha espectral era devido a diferentes quantidades de ionização a diferentes temperaturas, não a diferentes quantidades de elementos. Ela descobriu que silício, carbono, e outros metais comuns vistos no espectro do Sol estavam presentes mais ou menos nas mesmas quantidades na Terra, como se acreditava na época. No entanto, ela descobriu que o hélio e particularmente o hidrogênio eram muito mais abundantes (para o hidrogênio, mais ou menos um milhão). Além disso, sua tese estabeleceu que o hidrogênio era o principal componente na constituição das estrelas (ver metalicidade), e portanto, o elemento químico mais abundante no universo.
Quando a tese de Cecília foi avaliada, o astrônomo Henry Norris Russell a desencorajou a apresentar as sua conclusão de que a composição do Sol era de predominantemente hidrogênio, e portanto, bastante distinta da composição química da Terra, pois contradizia a sabedoria da época. No entanto, ele mudou de ideia quatro anos depois, pois havia chegado ao mesmo resultado por meios diferentes e publicado. Embora tenha mencionado o trabalho dela brevemente, Russel ainda assim muitas vezes recebe o crédito pela descoberta, mesmo que seja sabido que foi Cecília quem descobriu tal coisa.

## Carreira

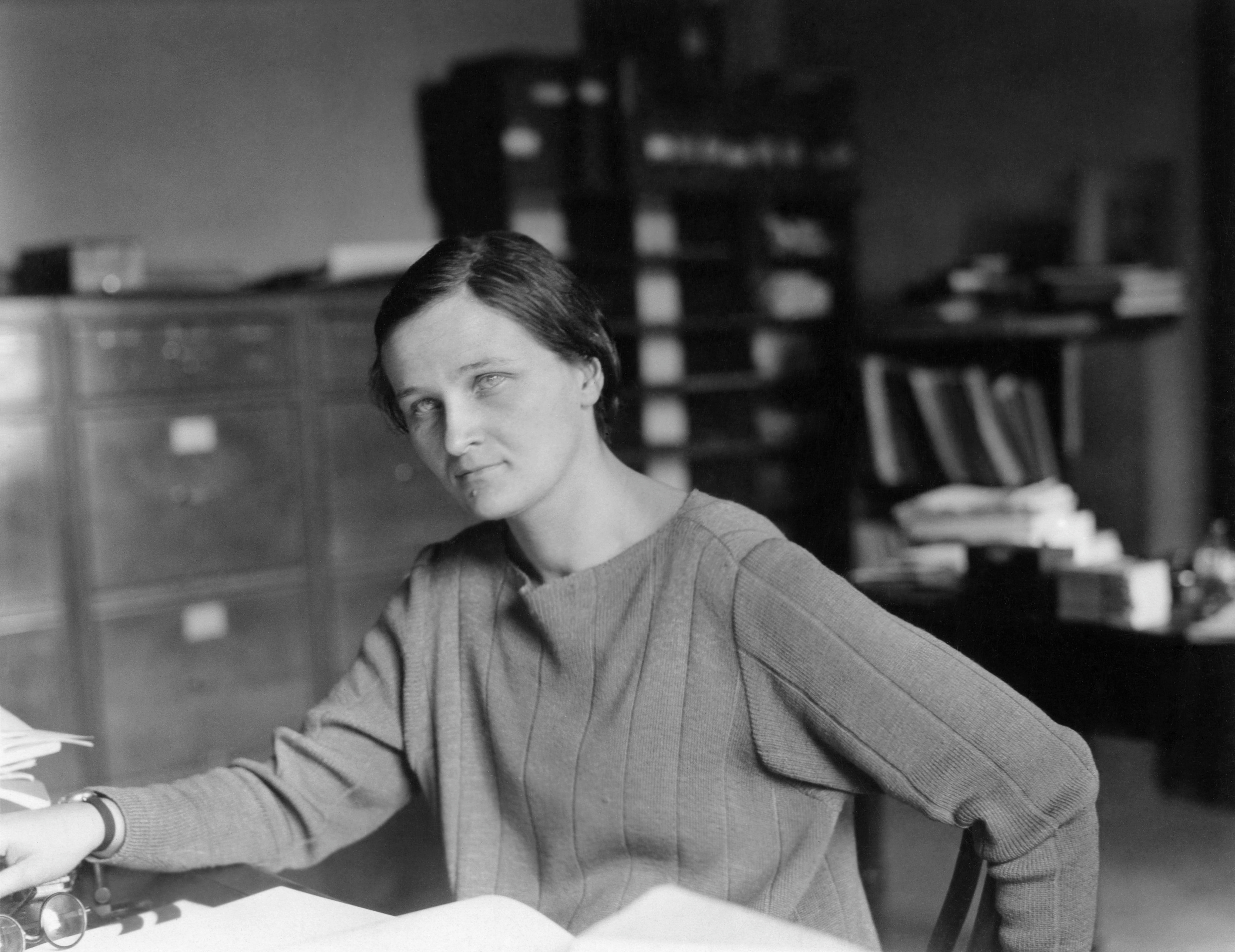
Cecilia Payne-Gaposchkin no trabalho

Depois do seu doutorado, Cecilia estudou estrelas de alta luminosidade com o objetivo de entender a estrutura da Via Láctea. Mais tarde, pesquisou todas estrelas com magnitude superior a dez. Estudou estão estrelas variáveis, fazendo cerca de 1 250 000 observações com seus assistentes. Esse trabalho mais tarde se estendeu para as Nuvens de Magalhães, adicionando mais dois milhões de observações de estrelas variáveis. Esses dados foram usados para determinar os caminhos da evolução estelar. Suas observações e análises, com seu marido, das estrelas variáveis foi base para todo trabalho subsequente acerca delas.
Permaneceu uma cientista ativa durante a sua vida, passando sua carreira acadêmica inteira em Harvard. No começo, ela não tinha um cargo oficial, servindo meramente como assistente técnica de Shapley, de 1927 a 1938. Em algum momento, ela considerou deixar Harvard por seu cargo e salário baixos. No entanto, Shapley esforçou-se para melhorar a sua posição, e em 1938, ela recebeu o título de "astrônoma". Ela mais tarde pediu para mudar esse título para Astrônoma Phillips. Tornou-se membro da American Academy of Arts and Sciences em 1943. Nenhum dos cursos que ela lecionou em Harvard foi registrado no anuário até 1945.
Quando Donald Menzel se tornou diretor do Harvard College Observatory, em 1954, ele tentou melhorar o seu cargo, e em 1956, ela se tornou a primeira mulher a ser promovida a professora integral na Harvard Faculty of Arts and Sciences. Mais tarde, também se tornou a primeira mulher a liderar um departamento em Harvard, no Departamento de Astronomia.
Seus estudantes incluíram Helen Sawyer Hogg, Joseph Ashbrook, Frank Drake e Paul W. Hodge, que tiveram importantes contribuições com o campo da astronomia. Também supervisionou Frank Kameny, que se tornou um promeniente defensor dos direitos dos homossexuais.
Payne se aposentou em 1966, sendo-lhe concedido o título de professor emérito em Harvard. Ela continuou suas pesquisas como membro da equipe no Smithsonian Astrophysical Observatory.

## Influência para mulheres cientistas
De acordo com G. Kass-Simon e Patricia Farnes, a carreira de Cecilia teve uma reviravolta no Observatório de Harvard. Sob direção de Harlow Shapley e Dr. E. J. Sheridan (a quem ela descreveu como um mentor), o observatório já havia oferecido mais oportunidades na astronomia para mulheres do que em outras instituições de ensino, e conquistas notáveis foram feitas antes naquele século por Williamina Fleming, Antonia Maury, Annie Jump Cannon, e Henrietta Swan Leavitt. No entanto, com o doutorado de Cecilia Payne, as mulheres passaram a fazer parte do mainstream.
O caminho que ela trilhou em meio a uma comunidade cientifica dominada por homens foi uma inspiração a muitas. Por exemplo, para a astrofísica Joan Feynman. A mãe e avó de Joana a haviam dissuadido a seguir uma carreira na ciência, pois acreditavam que as mulheres não eram fisicamente capazes de entender conceitos científicos. Mas ela mais tarde se inspirou em Cecilia Payne, quando se deparou com o trabalho de Payne em um livro de astronomia. Vendo a pesquisa dela publicada desta maneira convenceu Feynman de que ela podia, de fato, seguir sua paixão pela ciência.

## Escritos
Seus livros acadêmicos incluem:
- The Stars of High Luminosity (1930);
- Variable Stars (1938);
- Variable Stars and Galactic Structure (1954);
- Introduction to Astronomy (1956);
- The Galactic Novae (1957).

Artigos relevantes incluem:
- —— (1936), «On the Physical Condition of the Supernovae», Proceedings of the National Academy of Sciences, 22 (6): 332–6, Bibcode:1936PNAS...22..332P, JSTOR 86556, PMC 1076773, PMID 16588077, doi:10.1073/pnas.22.6.332;
- Whipple, F. L.; —— (1936), «On the Bright Line Spectrum of Nova Herculis», Proceedings of the National Academy of Sciences, 22 (4): 195–200, Bibcode:1936PNAS...22..195W, JSTOR 86718, PMC 1076741, PMID 16577695, doi:10.1073/pnas.22.4.195;
- —— (1941), «Obituary – Annie Jump Cannon», Science, 93 (2419): 443–444, Bibcode:1941Sci....93..443P, PMID 17820707, doi:10.1126/science.93.2419.443.

No fim de sua vida, teve sua autobiografia impressa sob o título The Dyer's Hand.

## Distinções

### Prêmios
- Eleita membra da Royal Astronomical Society quando ainda era estudante em Cambridge (1923);
- Prêmio Annie J. Cannon de Astronomia (1934);
- Membra da American Philosophical Society (1936);
- Membra da American Academy of Arts and Sciences (1943);
- Award of Merit da Radcliffe College (1952);
- Medalha Rittenhouse da Rittenhouse Astronomical Society no Instituto Franklin (1961);[15]
- Professor Emérito da Universidade de Harvard (1967);
- Aula de Henry Norris Russell da American Astronomical Society (1976);
- Grau honorífico da Rutgers University, Wilson College, Smith College, Western College, Colby College, e da Women's Medical College of Pennsylvania.

### Nomes de objetos estelares em sua homenagem
- Asteroide 2039 Payne-Gaposchkin